# 小夜福子
小夜 福子（さよ ふくこ、本名：東郷 富美子（とうごう ふみこ）、旧姓：飯田、1909年（明治42年）3月5日 - 1989年（平成元年）12月29日）は日本の女優。昭和時代中期の元・宝塚歌劇団月組男役スター・月組組長のタカラジェンヌで、宝塚歌劇団卒業生。石川県生まれ、静岡県沼津市育ち。愛称は旧姓からイイダ、もしくはリンゴちゃん。
芸名は小倉百人一首の第94番：参議雅経の
から命名された。

## 経歴
1921年（大正10年）、宝塚音楽歌劇学校（当時は宝塚少女歌劇団と一体であった。）に入学し、翌1922年（大正11年）、月組に配属。宝塚歌劇団11期生。昭和初期に男役で人気が出、1939年（昭和14年）、月組組長になる。本公演で終演後に歌われる「さよなら皆様」の創唱者でもあった。
1940年（昭和15年）8月、宝塚歌劇団在団中に「小雨の丘」（作詞：サトウハチロー、作曲：服部良一）でコロムビアからレコードデビューするなど活躍をつづけたが、1942年（昭和17年）絶大な人気の最中に宝塚歌劇団を退団。宝塚歌劇団演出家である東郷静男との結婚や出産（ジャズ歌手：東郷輝久）などあり一時期休業するが、1943年（昭和18年）に第二次東宝劇団に参加して復帰した。
戦後は劇団民藝に入団し、名脇役として活躍した。『セールスマンの死』、『アンネの日記』などの舞台に立った。1947年（昭和22年）に映画デビューして以降、映画やテレビドラマにも頻繁に出演した。気品がある優しい母親を演じることが多く、1957年（昭和32年）公開の『嵐を呼ぶ男』では石原裕次郎の母親役を演じた。女優活動は1988年（昭和63年）の舞台『三年寝太郎』が最後の出演となった。
1989年（平成元年）9月15日（金曜日）に入院闘病中の身ではあったが、テレビ朝日「徹子の部屋」にゲストとして出演した。宝塚少女歌劇団在団中の1939年（昭和14年）に第1回アメリカ公演でアメリカを訪問した時のエピソードなどを語った。同年末の12月29日、心不全のため逝去。80歳没。
没後、2014年（平成26年）に設立された古巣・宝塚歌劇団の「宝塚歌劇の殿堂」の最初の100人のひとりとして殿堂入り。

### 著名な家族・親族たち
夫・静男、愛息・輝久のみならず身内に芸能・宝塚歌劇団卒業生が多い人物でもある。
- 輝久の妻は元・星組娘役八千代環で稔幸の実母のいとこにあたる。

八千代は後に流けい子と芸名改称、歌手および歌唱指導者（彩輝なおなどに指導歴あり）として活動している。
- 輝久・流の間に男児が二人あるがいずれも芸能界で現在も活動中。
  - 長男東郷淳はものまね芸人（元・「すだちtoかぼす」の一員）。芸名は「あっくん」。
  - 次男東郷宇は会社員生活を経てドラマーとなり現在も活動中。

## 出演作品

### 宝塚時代の主な舞台

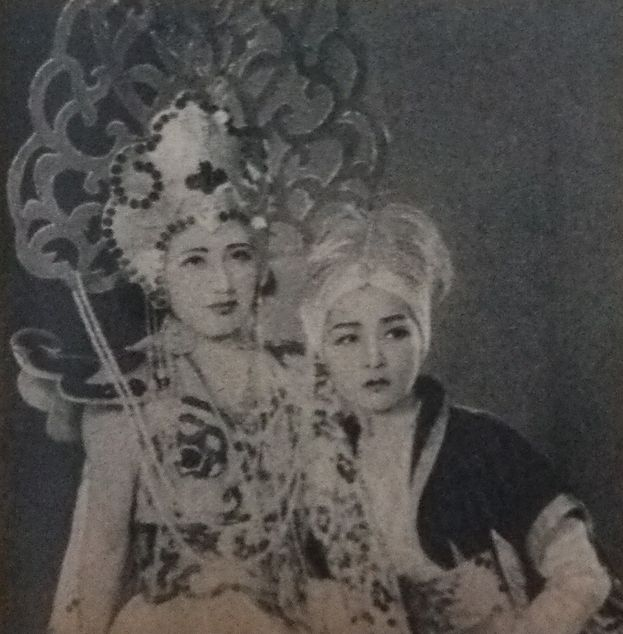
1934年（昭和9年）の『トウランドット姫』での草笛美子（左）と小夜（右）

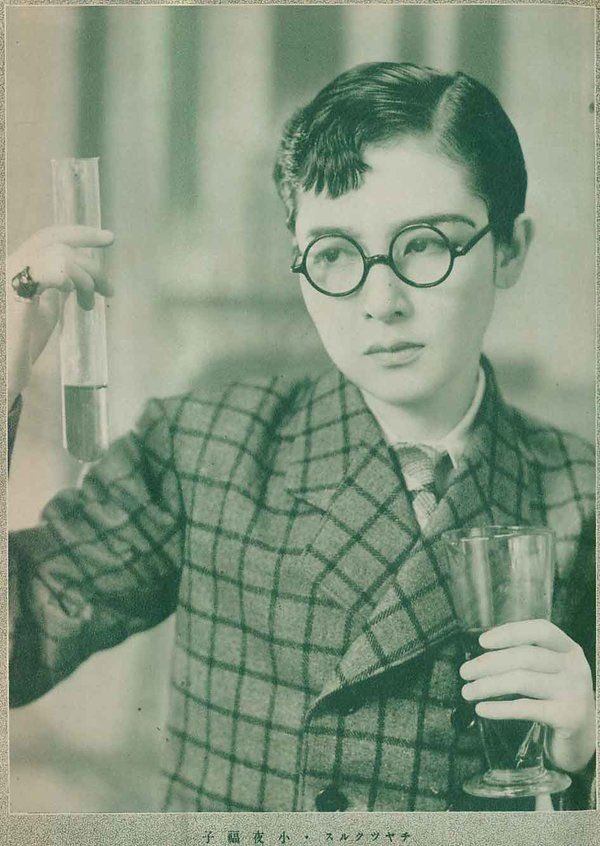
1938年（昭和13年）7月の『ビッグ・アップル』での小夜

- 月組公演『花王丸』（1923年3月20日 - 4月10日、宝塚新歌劇場(中劇場)）
- 月組公演「湖水の妖女」（1923年8月20日 - 9月20日、宝塚新歌劇場(中劇場)）
- 月組公演「角移し」（1923年10月25日 - 11月30日、宝塚新歌劇場(中劇場)）
- 月組公演『燈臺守の娘』『政岡の局』『火取り蟲』『褒姒』『月下氷人』（1924年3月1日 - 3月31日、宝塚新歌劇場(中劇場)）
- 月組公演「均一タクシー」（1926年1月1日 - 1月31日、宝塚大劇場）
- 月組公演「猩々捕」「喧嘩は止めろ」（1926年10月1日 - 10月31日、宝塚大劇場）
- 月組公演「トンミーの夢」「時の経過」（1927年2月1日 - 2月28 宝塚大劇場）
- 月組公演「小野道風」（1927年5月1日 - 5月31日、宝塚大劇場）
- 月組公演「ベース・ボール」（1927年8月1日 - 8月31日、宝塚大劇場）
- 月組公演「公時手柄ばなし」（1927年11月1日 - 11月30日、宝塚大劇場）
- 月組公演「三人静」「イタリヤーナ」（1928年3月1日 - 3月31日、宝塚大劇場）
- 月組公演「慈光」（1928年6月1日 - 6月30日、宝塚大劇場）
- 月組公演「絶えざる動き」（1928年9月1日 - 9月30日、宝塚大劇場）
- 月組公演「四人の歩哨」（1928年12月1日 - 12月28日、中劇場）
- 月組公演「榎の僧正」（1929年3月1日 - 3月31日、宝塚大劇場）
- 月組公演「巷談日本妖怪選」「ドナウの漣」（1929年6月1日 - 6月30日、宝塚大劇場）
- 月組公演「シンデレラ」（1929年9月1日 - 9月30日、宝塚大劇場）
- 月組公演「落葉」「賣切れ申候」（1929年12月1日 - 12月28日、中劇場）
- 月組公演「賣家」（1930年2月1日 - 2月28日、中劇場）
- 月組公演「富士太鼓」「玉蟲祈願」（1930年5月1日 - 5月31日、宝塚大劇場）
- 月組公演『鎌腹」（1930年8月1日 - 8月31日、宝塚大劇場）
- 月組公演「近代三銃士」「王朝華かなりし頃」「唐人お吉」「とんだ間違ひ」（1930年11月1日 - 11月30日、宝塚大劇場）
- 月組公演「奴道成寺」（1931年1月1日 - 1月31日、宝塚大劇場）
- 月組公演「變化雛」（1931年4月1日 - 4月30日、宝塚大劇場）
- 月組公演「短波長発信機」（1931年7月1日 - 7月31日、宝塚大劇場）
- 月組公演「紅葉狩」「かたきうち」（1931年10月1日 - 10月31日、宝塚大劇場）
- 月組公演「棒しばり」「フービーガール」（1932年5月1日 - 5月31日、宝塚大劇場）＊『棒しばり』は15日まで
- 月組公演「太刀盗人」（1932年8月1日 - 8月31日、宝塚大劇場）
- 月組公演「十津川少女」「ピストルを撃ったが」（1932年11月1日 - 11月30日、宝塚大劇場）
- 月組公演「鏡獅子」「巴里ニューヨーク」（1933年2月1日 - 2月28日、宝塚大劇場）
- 月組公演「八犬傳」「お夏幻想曲」「ラヴリイラーク」（1933年5月1日 - 5月31日、宝塚大劇場）
- 月組公演「日本花笠始」（1933年8月1日 - 8月31日、宝塚大劇場）
- 月組公演「ロミオとジュリエット」- ロミオ 役（1933年10月1日 - 10月22日、中劇場）
- 月組公演「春のをどり」「トウランドット姫」- カラフ 役（1934年3月26日 - 4月30日、宝塚大劇場）
- 月組公演「滄海秘曲」「竹柴道中記」（1934年5月5日 - 5月20日、中劇場）
- 月組公演「人形」「古城の鐘」（1934年9月1日 - 9月30日、宝塚大劇場）
- 月組公演「鳩姫里歸り」「素襖落」「青春」（1934年11月1日 - 11月30日、宝塚大劇場）
- 月組公演「白鳥城譚」「モオンブルウメン」（1935年6月1日 - 6月30日、宝塚大劇場）
- 月組公演「仇討以上」「七日公爵」（1935年9月25日 - 10月31日、宝塚大劇場）
- 月組公演「火坑」「になひ文」「ミュージック・アルバム」（1936年2月1日 - 2月29日、宝塚大劇場）
- 月組公演「玉蟲祈願」「気まぐれジュリア」（1936年3月10日 - 3月25日、中劇場）
- 月組公演「モンテクリスト伯爵」（1936年6月1日 - 6月30日、宝塚大劇場）
- 月組公演「牡丹書譜」「若き日のハイネ」（1936年7月10日 - 7月26日、中劇場）
- 月組公演「ゐねむり寺」「ゴンドリア」（1936年9月26日 - 10月31日、宝塚大劇場）
- 月組公演「戀に破れたるサムライ」「マグノリア」（1937年3月1日 - 3月31日、宝塚大劇場）
- 月組公演「竹取後日日記」「黎明の歌」（1937年7月1日 - 7月31日、宝塚大劇場）
- 月組公演「大江戸小唄双紙」（1937年8月7日 - 8月22日、中劇場）
- 月組公演「砲煙」「たからじぇんぬ」（1937年11月1日 - 11月30日、宝塚大劇場）
- 月組公演「荒城の月」「寶塚フォーリーズ」（1938年3月1日 - 3月31日、宝塚大劇場）
- 月組公演「木賊刈」（1938年7月1日 - 7月31日、宝塚大劇場）
- 月組公演「夜討」「マーチ・オン・タイム」（1938年11月1日 - 11月30日、宝塚大劇場）
- 月組公演「モロッコの豹」「宝塚花物語」（1939年2月26日 - 3月25日、宝塚大劇場）
- 月組公演「朝の歌」「我等の旅行記」（1939年8月26日 - 9月24日、宝塚大劇場）
- 月組公演「すめらみくに」（1940年1月1日 - 1月24日、宝塚大劇場）
- 月組公演「清姫」「春のをどり(白蘭の歌)」（1940年3月26日 - 4月24日、宝塚大劇場）
- 月組公演「思ひ出の流れ」「夏のをどり(花と稲妻)」（1940年6月26日 - 7月24日、宝塚大劇場）
- 月組公演「忘草忍ぶ草」「満潮」「航空日本」（1940年9月26日 - 10月24日、宝塚大劇場）
- 月組公演「夢見曾我」「美と力の讃歌」（1941年1月1日 - 1月24日、宝塚大劇場）
- 月組公演「正行出陣」「小夜ふく春風」「大やまとの歌」（1941年4月26日 - 5月25日、宝塚大劇場）
- 月組公演「東へ帰る」（1942年2月26日 - 3月24日、宝塚大劇場）

### 映画
- 満月城の歌合戦（1946年、松竹）
- 婦人警察官（1947年、大映京都） - 岸真知子
- 音楽五人男（1947年、東宝）
- 女だけの夜（1947年、東横） - 清水先生
- 肉体の門（1948年、吉本プロ） - 折部みはる（婦人警察官）
- 銭形平次捕物控 平次八百八町（1949年、新東宝） - お楽
- 銀座の踊子（1950年、宝映プロ） - 振付師
- 火山脈（1950年、大映） - 血脇の妻・信子
- われ幻の魚を見たり（1950年、大映） - 妻・カツ子
- レ・ミゼラブル あゝ無情 第一部 神と悪魔（1950年、東横） - お絹
- レ・ミゼラブル あゝ無情 第二部 愛と自由の旗（1950年、東横） - お絹
- 忠治旅日記 逢初道中（1952年、東映） - おしの
- 原爆の子（1952年、近代映画協会） - 教会員
- 縮図（1953年、新東宝）
- 夜明け前（1953年、新東宝） - お民
- 美しい人（1954年、新東宝） - 飲屋のお絹
- 犬神家の謎 悪魔は踊る（1954年、東映） - 松子
- からたちの花（1954年、日活） - おたき
- 東京の空の下には（1955年、日活） - 三蔵の母
- あした来る人（1955年、日活） - 梶の妻滋乃
- 石合戦（1955年、民藝=日活） - 繁子
- 銀心中（1956年、日活） - 栗本の女房
- 病妻物語 あやに愛しき（1956年、日活） - 三好看護婦
- 大忠臣蔵（1957年、松竹） - 戸田局
- 嵐を呼ぶ男（1957年、日活） - 国分貞代
- 白鷺（1958年、大映） - 巽おさい
- やくざ先生（1960年、日活） - 園長夫人
- ガラスの中の少女（1960年、日活） - ます
- 秋津温泉（1962年、松竹） - お澄
- 非行少女（1963年、日活） - 沢田ちか子
- 交換日記（1963年、日活）
- ギャングの肖像（1965年、日活）
- 処女が見た（1966年、大映） - 妙仙尼
- 華麗なる一族（1974年、芸苑社） - 伊東夫人
- 小林多喜二（1974年、多喜二プロ）
- 男はつらいよ 寅次郎恋やつれ（1974年、松竹） - 歌子の姑
- 風立ちぬ（1976年、東宝） - 三浦しの
- 永遠の1/2（1987年、ディレクターズ・カンパニー） - 祖母

### テレビドラマ
- 東芝日曜劇場（TBS）
  - 第34話「親子灯籠」（1957年）
  - 第60話「元禄忠臣蔵 お浜御殿綱豊卿」（1958年）
  - 第68話「中国越劇より 沈香扇」（1958年）
  - 第79話「女の幸福」（1958年）
  - 第225話「雨の庭」（1961年）
  - 第277話「北国物語」（1962年）
  - 第287話「夜の花火」（1962年）
  - 第391話「女の気持」（1964年）
  - 第502話「ふたりばっち」（1966年）
  - 第572話「鳥が」（1967年）
  - 第604話「結婚前夜」（1968年）
  - 第634話「うちの親爺」（1969年）
  - 第826話「妻の橋」（1972年）
  - 第861話「下町の女その7」（1973年）
  - 第903話「ふるさと」（1974年）
  - 第1234話「ひろしの歌がきこえる」（1980年）
  - 第1270話「妻の週末」（1981年）
- ウロコ座（KR）
  - 第55・56話「佐々木小次郎」（1957年）
  - 第73・74話「美っつい庵主さん」（1958年）
  - 第90 - 92話「天狗草子」（1958年）
- ここに人あり（NHK）
  - 第35・36話「師の影」（1958年）
  - 第46話「涙かれず」（1958年）
- テレビ劇場（NHK）
  - 春の音（1958年）
  - 風吹きすさみ（1959年）
  - ガールフレンド（1959年）
  - 広島に生きる（1959年）
  - 暁（1960年）
  - 早春（1962年）
  - ひばり（1964年）
- 雑草の歌（NTV）
  - 第13話「人間開眼」（1958年）
  - 第30話「悪魔の薬」（1958年）
  - 第69・70話「第二の誕生」（1959年）
- お好み日曜座（NHK）
  - ちゃん（1959年）
  - 千里の駒（1959年）
- 母と子 第4話「夜空」（1959年、KR）
- ドキュメンタリードラマ・裁判 / 独房の女囚（1959年、KR）
- 三行広告 第27話「ともしび日記」（1959年、CX）
- 愛の劇場（NTV）
  - 第8話「赤インクの日記」（1959年）
  - 第39話「肉まんじゅう」（1960年）
  - 第62話「残像」（1960年）
  - 第88話「家族あわせ」（1961年）
- サンヨーテレビ劇場 / 平和な物語（1960年、KR）
- ゴールドステージ / 初恋（1960年、NTV）
- 日立劇場 第30話「帰郷」（1960年、KR）
- 軍歌 第7話「指」（1960年、KTV）
- おかあさん（KR）
  - 第38話「お茶とお見合い」（1960年）
  - 第266話「演歌二代」（1964年）
- 女の四季 第15・16話「夏のめざめ」（1960年、NET）
- 廻れ人生 第29話「遭難」（1960年、NTV）
- これが真実だ 第37話「会津娘子軍」（1960年、CX）
- NECサンデー劇場（NET）
  - 裁きの果て（1960年）
  - 破戒（1961年）
  - クリミヤの灯りは消えず（1961年）
- テレビ指定席（NHK）
  - 長い髪の女（1961年）
  - 冬の月（1962年）
  - 六人のおくりもの（1963年）
  - はらから（1965年）
- 夫婦百景（NTV）
  - 第173話「一茶と新妻」（1961年）
  - 第257話「現代子宝物語」（1963年）
  - 第273話「潔癖夫人」（1963年）
  - 第281話「赤いネクタイ」（1963年）
  - 第322話「物忘れ夫婦」（1964年）
- シャープ火曜劇場 第6話「忘れ得ぬ人」（1961年、CX）
- プリンススリラー劇場 / 笑う男（1961年、CX）
- 文芸劇場（NHK）
  - 第4話「ちちははの記」（1961年）
  - 第77話「潮騒」（1963年）
  - 第109話「河明り」（1964年）
- 女の園（NHK）
  - 第6話「二階の嫁」（1961年）
  - 第43話「従姉妹たち」（1962年）
  - 第66話「旅ごころ」（1963年）
- 判決（NET）
  - 第22話「真実の価値」（1963年）
  - 第105話「沖縄の子」（1964年）
  - 第150話「許しあえる日を」（1965年）
- 事件記者（NHK）
  - 第131話「美談記事」（1963年）
  - 第242話「逃亡」（1965年）
- シャープ月曜劇場 第25話「喪服の女」（1963年、CX） - きぬ
- 娘の結婚 第10話「命ありけり」（1963年、NTV）
- 赤穂浪士（1964年、NHK） - 八重
- 二十四の瞳（1964年、12CH）
- 日産スター劇場 / 駐在さんは多忙（1964年、NTV）
- 男ありて 第5話「山袋」（1964年、NTV）
- NHK劇場（NHK）
  - 急がない人生（1964年）
  - 原山先生の相談室（1965年）
  - ソクラテスの妻（1966年）
  - 小さな世界（1967年）
  - 時計（1968年）
- 一千万人の劇場 / 荒れ地の女（1964年、CX）
- 家庭劇場（NHK）
  - 第16話「おばあちゃん楽団誕生」（1965年）
  - 第32話「車掌さんワンダフル」（1965年）
- ポーラ名作劇場 第64話「女の一生」（1965年、NET） - しず
- 木下恵介劇場・木下恵介アワー（TBS）
  - 記念樹（1967年） - 吉岡桃子
  - おやじ太鼓（1968年） - 正子
  - 幸福相談（1972年） - 新田サク
  - おやじ山脈（1972年） - 正子
  - わが子は他人（1974年） - 福山ゆき
- 近鉄金曜劇場 / お前のとまり木（1966年、TBS）
- 船場（1967年、関西テレビ）
- 剣 第23話「岡場所の女」（1967年、NTV）
- 大奥（1968年、CX） - お由利（浄円院）
- ガッツジュン（1971年、TBS）
- 鉄道100年 大いなる旅路（1972年、日本テレビ）
- 出雲の阿国（1973年、NET）
- 水戸黄門（TBS） 
  - 第4部 第7話「消えた雛人形 -新発田-」（1973年） - おきぬ
  - 第12部 第10話「殴られた黄門様 -伏見-」（1981年） - お茂
- 華麗なる一族（1975年、MBS） - 佐橋周子
- 夫婦旅日記 さらば浪人 第11話「おっかさん一筆啓上」（1976年、フジテレビ）
- ひろしの歌がきこえる（1980年、TBS）
- 赤い絆（1977年 - 1978年、TBS） - 久保貞子
- 熱中時代 教師編II 第17話「祖父母会とボートレース」（1980年、日本テレビ） - トヨ
- ダウンタウン物語（1981年、日本テレビ） - 山口貞子
- 土曜ワイド劇場 / 滋賀銀行九億円横領事件（1981年、テレビ朝日）
- Gメン'75 第350話「壁の中の赤い殺意」（1982年、TBS） - 大竹トモ
- 月曜ワイド劇場 / 妻の日の愛のかたみに（1982年、テレビ朝日）
- 金曜女のドラマスペシャル / 老熟家族（1985年、フジテレビ）